# صموئيل

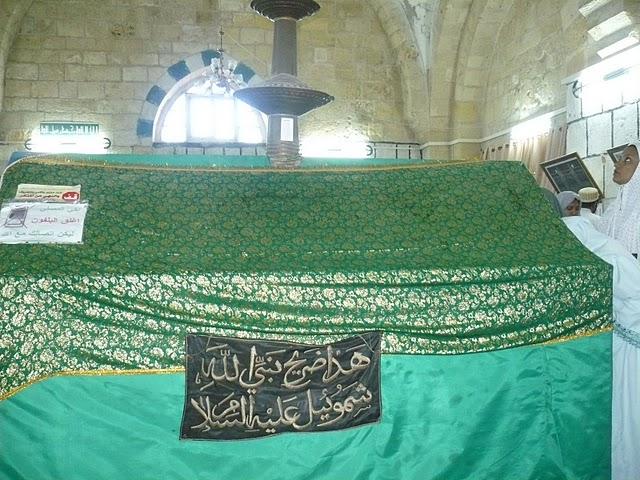
قبر صموئيل النبي اليوم في القدس، يدعى صموئيل في الإسلام: شمويل.

صَمُوئِيل (بالعبرية: שְׁמוּאֵל)، (باليونانية: Σαμουήλ)، (باللاتينية: Samuel). نبي من أنبياء بني إسرائيل. وهو اسم عبري مكون من الكلمتين: «اسم الله».

## نسبه
- هو ابن ألقانة بن يروحام بن اليهو بن توحو بن صوف وامرأته حنّة اخر قضاة بني إسرائيل.
- و في رواية أخرى : النبي شموئيل ويقال أشمويل بن بالي بن علقمة بن يرخام بن اليهو بن تهو بن صوف بن علقمة بن ماحث بن عموصا بن عزريا.

سفر صموئيل الأول سفر صموئيل الثاني اسفار التناخ والعهد القديم.
قدم شيوخ بني إسرائيل للنبي صموئيل طلب ليعين ملكا عليهم :
«فاجتمع كل شيوخ إسرائيل وجاؤوا إلى صموئيل إلى الرامة وقالوا له: هوذا أنت قد شخت وابناك لم يسيرا في طريقك فالآن اجعل لنا ملكا يقضي لنا كسائر الشعوب. فساء الأمر في عيني صموئيل إذ قالوا أعطنا ملكا يقضي لنا وصلى صموئيل إلى الرب. فقال الرب لصموئيل: اسمع لصوت الشعب في كل ما يقولون لك لأنهم لم يرفضوك أنت بل إياي رفضوا حتى لا أملك عليهم.» (سفر صموئل الأول، 8، 4-7)

## النبي صموئيل في الإسلام
أشارت إليه الآيات القرآنية ولم تذكره بالاسم وهو نبي الله شمويل كما ذكر المفسرون. ﴿أَلَمْ تَرَ إِلَى الْمَلَإِ مِنْ بَنِي إِسْرَائِيلَ مِنْ بَعْدِ مُوسَى إِذْ قَالُوا لِنَبِيٍّ لَهُمُ ابْعَثْ لَنَا مَلِكًا نُقَاتِلْ فِي سَبِيلِ اللَّهِ قَالَ هَلْ عَسَيْتُمْ إِنْ كُتِبَ عَلَيْكُمُ الْقِتَالُ أَلَّا تُقَاتِلُوا قَالُوا وَمَا لَنَا أَلَّا نُقَاتِلَ فِي سَبِيلِ اللَّهِ وَقَدْ أُخْرِجْنَا مِنْ دِيَارِنَا وَأَبْنَائِنَا فَلَمَّا كُتِبَ عَلَيْهِمُ الْقِتَالُ تَوَلَّوْا إِلَّا قَلِيلًا مِنْهُمْ وَاللَّهُ عَلِيمٌ بِالظَّالِمِينَ ۝٢٤٦﴾ (سورة البقرة : 246)
وقال ابن كثير في قصص الأنبياء: اسمه سمويل بالسين، ويقال: أشمويل بن بالي بن علقمة بن يرخام. وهو من ورثة هارون، وأسمويل معناه بالعبرانية: إسماعيل، ونقل عن الثعلبي وغيره أنه لما تغلب العمالقة على بني إسرائيل وقتلوا منهم خلقا كثيرا وسبوا من أبنائهم جمعا كثيرا، وانقطعت النبوة، بعث الله تعالى فيهم نبيهم اشمويل. وعين اشمويل لهم ملك عليهم وهو طالوت وكان داود من جنوده آنذاك. ﴿وَقَتَلَ دَاوُودُ جَالُوتَ وَآَتَاهُ اللَّهُ الْمُلْكَ وَالْحِكْمَةَ وَعَلَّمَهُ مِمَّا يَشَاءُۦۚ﴾ [البقرة:251]

## طفولة صموئيل

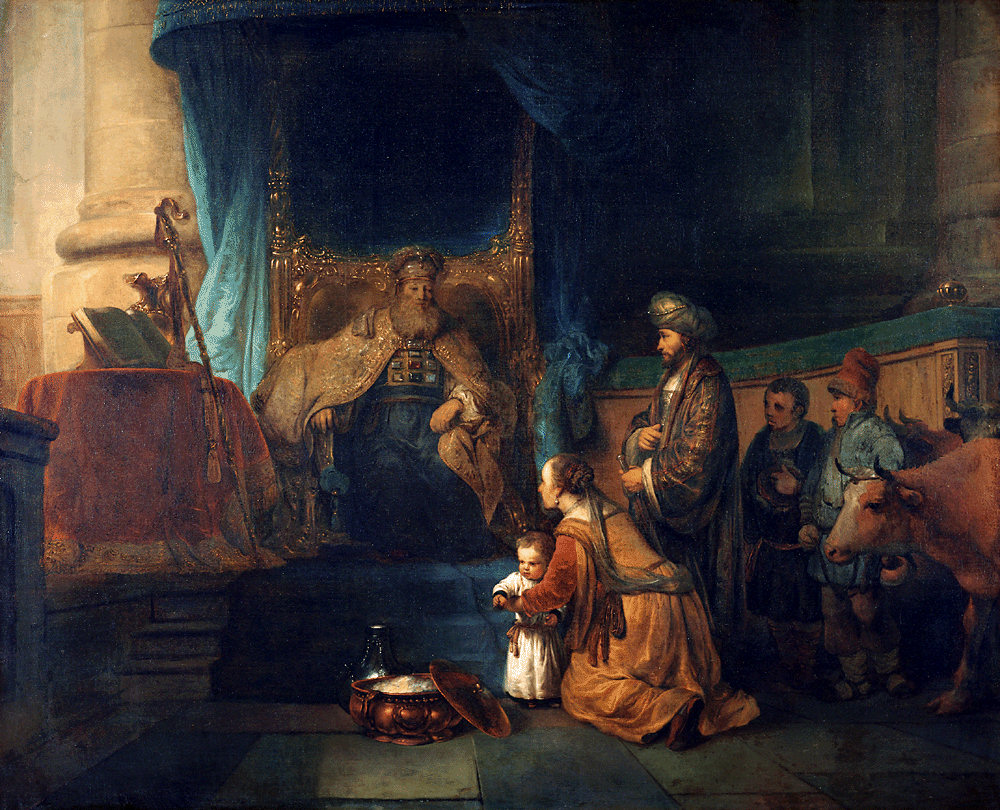
حنة تقدم ابنها صموئيل لعالي الكاهن، تنفيذًا لنذرها الذي نذرته للرب، حسبما جاء في سفر صموئيل الأول؛ اللوحة لجيربراند إيشوت، 1665.

يبدأ السفر بذكر قصة ألقانة رجل من سبط أفرايم ومن سكان الرامة، متزوج من حنة وفننة، لكن حنة لم يكن لها أولاد ما جعلها عرضة للسخرية من المجتمع ومن ضرتها، ويبدو أن ألقانة كان تقيًا: كان يصعد من مدينته من سنة إلى سنة ليسجد ويذبح لرب الجنود في شيلوه. أيام حكم القاضي عالي؛ في إحدى المرات خلال تواجدهم في شيلوه توجهت حنة إلى الرب بالدعاء: وبكت بكاءً ونذرت نذرًا، وقالت يا رب الجنود إن نظرت نظرًا إلى مذلة أمتك وذكرتني ولم تنس أمتك بل أعطيتها زرع بشر، فإني أعطيه للرب كل أيام حياته. فتحقق لها ما طلبت وولدت ابنًا أسمته صموئيل أي سَمِع لله قائلة: لأني من الرب طلبته ثم حين فطمته أصعدته معها بثلاث ثيران وإيفة دقيق وزق خمر، وأتت به إلى الرب في شيلوه والصبي صغير.
يذكر الفصل الثاني من السفر فرح حنة وتهللها، ويذكر حلاقًا أنها حبلت أيضًا وولدت ثلاث بنين وبنتين، ثم ينتقل ليذكر عالي الكاهن وأولاده الذي كان صموئيل لديهم: وشاخ عالي جدًا وسمع بكل ما عمله بنوه بجميع إسرائيل، وبأنهم كانوا يضاجعون النساء مجتمعات في باب خيمة الاجتماع. ورغم تقريع عالي لهم، لكن مبعوثًا من الله يسميه السفر رجل الله قد يكون نبيًا أو ملاكًا جاء إلى عالي مخبرًا إياه أنه بسبب فساد ابنيه سينزع الملك منه وستندثر عائلته من الوجود، ويذكر السفر هنا أن صموئيل: تزايد نموًا وصلاحًا لدى الرب والناس أيضًا.
ينتقل السفر في الفصل الثالث للحديث عما يطلق عليه اليوم في المسيحية اسم دعوة صموئيل فبينما كان نائمًا دعاه الله، فاعتقد صموئيل أن عالي الكاهن يدعوه فذهب إليه، وبعد أن تكرر الأمر ثلاث مرات أجاب صموئيل الرب: تكلم يا رب فإن عبدك يسمع. وذلك بناءً على نصيحة عالي. يرتبط هذا القسم من السفر بانتهاء مرحلة وبداية مرحلة، فالفصل يبدأ بعبارة: وكان في ذلك الزمان ويذكر أيضًا أن النبؤة كانت منقطعة لدى بني إسرائيل، أما عن فحوى دعوة صموئيل، فقد أخبره الله ما أخبر به عالي حول زوال حكمه، ولكنه أخبر صموئيل أنه سيغدو نبيًا عظيمًا : وعرف جميع إسرائيل من دان إلى بئر السبع أنه قد أوتمن صموئيل نبيًا للرب.